# James Tinling
James Tinling (Seattle, 8 de maio de 1889 – Los Angeles, 14 de maio de 1967) foi um diretor de cinema norte-americano. Trabalhou para 20th Century Fox durante a era do cinema mudo entre as décadas de 1930 e 1940. Ele tem sido citado como um dos melhores diretores de filme B para Fox, conhecido por dirigir vários filmes de faroeste, incluindo Charlie Chan in Shanghai (1935).

## Filmografia selecionada
- Words and Music (1929)
- Arizona to Broadway (1933)
- Under the Pampas Moon (1935)
- Charlie Chan in Shanghai (1935)
- The Holy Terror (1937)
- Cosmo Jones, Crime Smasher (1943)
- Roses Are Red (1947)